# Municipio de Logan (condado de Marshall, Iowa)
El municipio de Logan (en inglés: Logan Township) es un municipio ubicado en el condado de Marshall en el estado estadounidense de Iowa. En el año 2010 tenía una población de 1129 habitantes y una densidad poblacional de 12,09 personas por km².

## Geografía
El municipio de Logan se encuentra ubicado en las coordenadas 41°53′57″N 93°2′55″O / 41.89917, -93.04861. Según la Oficina del Censo de los Estados Unidos, el municipio tiene una superficie total de 93.42 km², de la cual 93,39 km² corresponden a tierra firme y (0,03 %) 0,03 km² es agua.

## Demografía
Según el censo de 2010, había 1129 personas residiendo en el municipio de Logan. La densidad de población era de 12,09 hab./km². De los 1129 habitantes, el municipio de Logan estaba compuesto por el 98,32 % blancos, el 0,27 % eran afroamericanos, el 0,09 % eran amerindios, el 0,35 % eran asiáticos y el 0,97 % eran de una mezcla de razas. Del total de la población el 0,71 % eran hispanos o latinos de cualquier raza.